# Коннахта
Коннахта (ирл. Connachta) — группа средневековых ирландских династий, произошедших от Конна Кеткатаха. Наиболее знаменитыми её представителями были пять сыновей Эохайда Мугмедона: Брион, Айлиль, Фиахра, Ниалл и Фергус Каэх. Все пятеро были основателями новых ирландских династий; потомки Бриона и особенно Ниалл доминировали в политической, религиозной и культурной жизни Ирландии следующие двенадцать сотен лет и даже больше.

## Семейное древо Коннахта
```
 
Конн Ста Битв

 |
 |________________________________________
 |                |     |     |    |      |
 |                |     |     |    |      |
 
Арт Оэнфер
    четыре других сына   Фиахра Суиге, предок
 |                                         
Дал Фиахрах Суиге

 |
 
Кормак мак Айрт

 |
 |
 
Кайрпре Лифехайр

 |
 |
 
Фиаха Срайбтине

 |
 |
 
Муйредах Тирех

 |
 |
 
Эохайд Мугмедон

 |                                           
 |___________________________________________________________________________________
 |        |         |     |       |
 |        |         |     |       |
 
Брион
  Фиахра   Айлиль 
Ниалл
  Фергус
                          |
 _________________________|___________________________________________
 |              |      |      |        |         |                  |            
 |              |      |      |        |         |                  |            

Коналл Гулбан
 
Энда
  
Эоган
  
Кайрпре
  
Лоэгайре
  
Коналл Кремтайнне
  
Фиаху
```